# دهستان کوه خواجه
دهستان کوه خواجه، یکی از دهستان‌های بخش تیمورآباد شهرستان هامون در استان سیستان و بلوچستان ایران است. مرکز این دهستان، روستای صیادان سفلی است.

## جمعیت
بر پایه سرشماری عمومی نفوس و مسکن در سال ۱۳۹۵، جمعیت دهستان کوه خواجه برابر با ۱٬۴۳۴ نفر بوده است.